# ناچو (بازیکن فوتبال، زاده ۱۹۹۳)
ناچو (انگلیسی: Nacho؛ زادهٔ ۱۱ فوریهٔ ۱۹۹۳) بازیکن فوتبال اهل اسپانیا است.
از باشگاه‌هایی که در آن بازی کرده‌است می‌توان به باشگاه فوتبال نومانسیا اشاره کرد.